# NGC 5186
NGC 5186 ist eine 14,8 mag helle Spiralgalaxie vom Hubble-Typ Sb im Sternbild Jungfrau auf der Ekliptik. Sie ist schätzungsweise 598 Millionen Lichtjahre von der Milchstraße entfernt und hat einen Durchmesser von etwa 70.000 Lichtjahren.
Im selben Himmelsareal befinden sich u. a. die Galaxien NGC 5171, NGC 5176, NGC 5177, NGC 5179.
Das Objekt wurde am 29. Juni 1883 von Ernst Hartwig entdeckt.